# Gültekin Gencer

Gültekin Gencer

Gültekin Gencer (* 19. Juni 1963 in Antalya) ist ein türkischer Geschäftsmann. Er ist der Präsident des türkischen Sportvereins Antalyaspor.

## Leben und Wirken
Gültekin Gencer, der am 19. Juli 1963 in Antalya geboren wurde, schloss die Primär- und Sekundärschule in Antalya ab, wo er seine Jugendzeit mit dem Segelsport verbrachte.
Zwischen den Jahren 1974–80 gewann Gültekin Gencer acht Mal die in Antalya organisierte Segelmeisterschaft und holte im Jahre 1977 seinen ersten Nationalerfolg mit dem dritten Platz bzw. der Bronzemedaille.
Nach seiner erfolgreichen Jugend im Segelsport begann er mithilfe seines Vaters eine erfolgreiche Karriere im Handel.
Im Jahr 1990 eröffnete Gencer die erste Filiale der türkischen "GENPA-Einkaufszentren". Dort ist er derzeit als stellvertretender Vorsitzender des Vorstandes tätig.
Der 1963 geborene Vereins-Präsident ist verheiratet und Vater eines Kindes namens Güngör.